# Tributyl(chlor)silan
Tributyl(chlor)silan ist eine chemische Verbindung aus der Gruppe der siliciumorganischen Verbindungen. Es ist eine klare, hellgelbe Flüssigkeit mit einem Siedepunkt von 250–252 °C.

## Gewinnung und Darstellung
Tributyl(chlor)silan kann durch Umsetzung von Tributylsilan mit Chlor oder Chlorwasserstoff in Gegenwart von Aluminiumtrichlorid als Katalysator hergestellt werden:
{\displaystyle \mathrm {HSi(CH_{2}CH_{2}CH_{2}CH_{3})_{3}+\ Cl_{2}\ {\xrightarrow {-80\,{}^{\circ }C}}\ ClSi(CH_{2}CH_{2}CH_{2}CH_{3})_{3}+\ HCl} }
{\displaystyle \mathrm {HSi(CH_{2}CH_{2}CH_{2}CH_{3})_{3}+\ HCl\ {\xrightarrow {Al_{2}Cl_{6}}}\ ClSi(CH_{2}CH_{2}CH_{2}CH_{3})_{3}+\ H_{2}} }